# Xarxa (tèxtil)

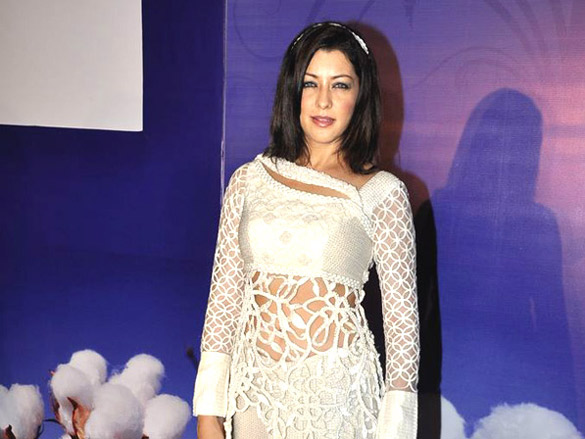
Vestit confeccionat amb teixit de xarxa

El teixit de xarxa o simplement xarxa, és qualsevol tipus de teixit en què els fils estan fusionats, enrotllats o nuats a les seves interseccions, donant com a resultat un teixit amb un ampli espai obert entre tots els fils. El teixit de xarxa té molts usos i n'hi ha de moltes varietats. Depenent del tipus de fil o filament que es faci servir per confeccionar el teixit, les seves característiques poden variar des de molt durador fins a poc durador.

## Usos
La gent fa servir la xarxa per a moltes finalitats diferents. Les xarxes són un dels components clau per pescar en quantitats massives de peix. Aquest tipus de teixit s'utilitza a causa del seu origen resistent però flexible, que pot suportar pes i tot i ser lleuger. Els pescadors utilitzen xarxes quan pesquen amb xarxes d'arrossegament, perquè a banda de deixar passar l'aigua (però no els peixos més grans que els seus forats), són prou resistents per suportar grans quantitats de peixos que són atrapats, arrossegats i després trets de l'aigua. Sovint els filaments que componen la xarxa estan recoberts amb cera o plàstic. Aquest revestiment afegeix un component impermeable al teixit que li proporciona encara més fiabilitat.

### Moda
La xarxa s'ha fet servir en la moda durant segles. El tul és una forma de xarxa feta de fil de petit calibre, entrellaçat en un patró hexagonal amb petites obertures i emmidonada generalment per donar-li cos o rigidesa. S'utilitza típicament per als vels a Occident, on se sol portar un vel de tul blanc sobre el cap i el rostre, amb un vestit de núvia. El tul també es fa servir per formar la faldilla del tutú de ballet tradicional, per aportar cos i volum, sense afegir pes significatiu.

### Sanitat
La xarxa també s'utilitza en cures mèdiques per proporcionar aïllament de tela i embolicar una ferida sota un cabestrell estàndard. A la pràctica mèdica, les xarxes proporcionen amortiment i protecció quan s'usen en capes, però permetent que la pell respiri sota el teixit. Depenent de l'ús de la xarxa, es pot aplicar una cera o una capa de plàstic diferent per cobrir els filaments que la componen. Els filaments poden estar fets de fibres sintètiques o naturals, depenent de l'ús final del propi teixit.

### Càmping
La xarxa es fa servir generalment en tendes de campanya. L'aire pot passar fàcilment a través dels orificis, cosa que permet una transpirabilitat que no atrapa bacteris però roman impermeable a plagues d'insectes. Les xarxes es fan servir sovint en bosses d'equipatge per crear compartiments transparents i transpirables que permetin a les persones emmagatzemar articles. La xarxa té molts components similars a la malla, ja que totes dues permeten que l'aire passi fàcilment i comparteixen molts usos comuns. Els teixits de malla de forats grans tenen usos específics i els teixits de punt més petits també en tenen altres de molt variats.
Una funció relacionada de les xarxes és la de permetre el flux d'aire i alhora excloure els mosquits i altres ferotges transportats pel mateix.

## Tipus

### Xarxa feta a mà
s'utilitza com a teixit base per a molts tipus de costura, inclòs l'encaix de filet i l'encaix de tambor. La xarxa es pot utilitzar per a moltes coses, entre d'altres per afegir volum a un vestit, generalment vestits de núvia o de nit. També s'utilitza per a moltes disfresses, incloses les de fades. Les xarxes també es poden utilitzar per fer tutús per a ballarines. També es pot fer referència a la xarxa quan es considera artesania feta a mà.
Utilitzant el mètode de fer puntes o el de nusos de xarxa, es poden crear diversos tipus de xarxes. La tela de malla romboïdal va i ve, en files. Aquesta tècnica s'utilitza per a bosses, hamaques, diademes i bufandes. Un altre tipus és la xarxa de malla quadrada que també va de banda a banda en files però es treballa en diagonal. Aquest tipus de xarxa s'utilitza per a la pesca d'arrossegament. La primera fila comença en una cantonada i la darrera fila acaba a la cantonada diagonal a la primera cantonada. Això s'utilitza sovint com a base per a brodats de xarxa. La xarxa en espiral és un tipus de xarxa que gira contínuament de manera similar al teixit crochet amb un patró continu.

### Xarxa sense nusos
Es poden fer servir diferents patrons de teixit per a diferents tipus de xarxa. Depenent de l'ús del teixit, la mida dels forats a la xarxa variarà. Els patrons de teixit s'utilitzen amb freqüència per a xarxes sense nusos. Jason Mills afirma que, com que no s'utilitzen nusos per produir aquest tipus de xarxa, sol ser menys resistent. Cada fil, quan es fa servir per a un teixit de xarxa sense nusos, de vegades es pot recobrir abans de teixir-lo per garantir una major durabilitat. Si un teixit es recobreix després de teixir-lo, pot ser més durador quan es sotmet a la calor o a la pressió.